# Farpi Vignoli
Farpi Vignoli (* 21. August 1907 in Bologna; † 3. November 1997 ebenda) war ein italienischer Bildhauer. Mit seiner Skulptur Sulkyfahrer gewann er bei den Kunstwettbewerben der Olympischen Sommerspiele 1936 Gold (vor Arno Breker).
Farpi war der jüngste von drei Söhnen und wuchs auf in der Nähe der Pferderennbahn von Bologna (ippodromo dell'Arcoveggio).
1919 wurde er ins Collegio Venturoli aufgenommen, wo er bei Enrico Barberi Malerei, Bildhauerei und Architektur studierte. In jener Zeit entwickelte sich auch seine enge Freundschaft mit Paolo Manaresi und Luciano Minguzzi. Nach Abschluss der Accademia di Belle Arti di Bologna erhielt Vignoli 1934 eine Einzelausstellung.
Bei der zweiten Quadriennale di Roma (1935, auf Einladung von Cipriano Efisio Oppo), gewann der Sulkyfahrer  den 4. Preis. Es folgten weitere Sportler-Skulpturen. 1939 wechselte er Thema und Stil. Nach dem Ende des Zweiten Weltkriegs widmete er sich der Aquarellmalerei und wurde 1949 zu einer Ausstellung an der Royal Academy of Arts in London eingeladen.